# Nova Onda do Cinema Checoslovaco
A Nova Onda do Cinema Checoslovaco (também conhecida como Nouvelle Vague Checa ou Nová Vlna) foi o movimento cinematográfico de vanguarda que surgiu na Checoslováquia durante os anos 1960 e início dos anos 1970. Esta fase é considerada a era de ouro do cinema no país, com grande esplendor artístico, tanto visual quanto narrativamente.

## História
Os diretores não tinham um sentimento de pertença a um grupo ou movimento específico, porém entre eles foram importantes em romper com as diretrizes do realismo socialista e abrir novos caminhos de criação artística. A Segunda Geração, representada por jovens formados pela Escola de Cinema e Televisão da Academia de Artes Cénicas de Praga (FAMU), preocupou-se em aprimorar a cinematografia do seu país, defendendo a liberdade de expressão e o direito à inovação. A partir de 1960, houve uma explosão de produção que em 1966 se materializaria com 26 prémios para as suas longas-metragens e 41 para as suas curtas-metragens (em festivais internacionais).
A presença do cinema checo nesses anos foi renovadora e reveladora de uma das correntes mais vanguardistas e talentosas da Checoslováquia. O mais importante que define este grupo é o seu estilo: ironia e sátira misturadas com o absurdo dando origem a situações kafkianas, técnicas de montagem vanguardistas e desencantos ideológicos. A 20 de agosto de 1968, com a entrada dos tanques do Pacto de Varsóvia na Checoslováquia, chegou ao fim o período de abertura conhecido como Primavera de Praga. Alguns realizadores foram para o exílio e os que decidiram ficar (como Vera Chytilová, Jiří Menzel, Jaromil Jires ou Evald Schorm foram severamente censurados ou demoraram anos a voltar a filmar. As medidas repressivas foram tão restritivas que afetaram mais de uma centena de filmes. No final da década de 1960, os interesses artísticos dos jovens diretores checos não correspondiam às expectativas dos distribuidores internacionais, o que levou à dissolução do movimento.

## Características

Sedmikrásky (1966), de Věra Chytilová.

Os filmes da Nova Onda tratavam de temas como a paixão amorosa dos jovens e o seu confronto com representantes das gerações mais velhas, ou refletiam a moral distorcida da sociedade. Os autores queriam capturar a humanidade natural e os personagens de seus filmes não eram preto e branco ou esquemáticos como nos primeiros filmes do realismo socialista, eles eram caracterizados por qualidades boas e negativas, como os jovens equivocados da sociedade checoslovaca retratados em Černý Petr (O Ás de Espadas) (1963) e Lásky jedné plavovlásky (Os Amores de Uma Loira) (1965), de Miloš Forman, ou das experiências surrealistas em Sedmikrásky (Jovens e Atrevidas) (1966), de Věra Chytilová e Valerie a týden divů (Valeria e os Sonhos) (1970), de Jaromil Jireš. Os filmes frequentemente expressavam humor negro e absurdo em oposição aos filmes realistas socialistas da década de 1950.

Hoří, má panenko (1967), de Miloš Forman.

Os realizadores tentavam não embelezar a realidade e os seus filmes continham cenas desorganizadas ou aparentemente desorganizadas (como os filmes de Miloš Forman, Ivan Passer ou Jaroslav Papousek). Outros autores, por outro lado, seguiram o caminho da expressão estilizada e experimental que deliberadamente negava os sinais da realidade comum em maior ou menor grau (como os filhos de Věra Chytilová, Juraj Jakubiska ou Ela Havetta). As obras da Nova Onda tiveram uma parcela significativa de personalidades com as quais os jovens criadores colaboraram repetidamente: os cinegrafistas Jaroslav Kučera, Miroslav Ondříček ou Jan Čuřík, os compositores musicais Zdeněk Liška ou Jan Klusák ou a designer de filmes Ester Krumbachová.
A Nova Onda checoslovaca diferia da Nouvelle Vague francesa porque geralmente continha narrativas mais fortes e, como esses diretores eram herdeiros de uma indústria cinematográfica nacionalizada, tinham maior acesso a estúdios e financiamento estatal. Eles também fizeram mais adaptações, incluindo a adaptação de Jaromil Jireš do romance de Milan Kundera, A Brincadeira (1969). No Quarto Congresso da União dos Escritores Checoslovacos, em 1967, Milan Kundera descreveu esta movimento de cinema nacional como uma parte importante da história da literatura checoslovaca. Hoří, má panenko (O Baile dos Bombeiros) (1967), de Miloš Forman, outro grande filme da época, continua sendo um filme de culto mais de quatro décadas após seu lançamento.

## Nova Onda por federação

### Chéquia

Ostře sledované vlaky (Comboios Rigorosamente Vigiados), filme vencedor do Oscar de Melhor Filme Internacional, em 1968.

A maioria dos filmes rodados durante a Nova Onda eram em checo, em oposição ao eslovaco. Muitos diretores vieram da prestigiada FAMU, localizada em Praga, enquanto os Barrandov Studios, administrados pelo estado, estavam localizados nos arredores de Praga. Alguns diretores thecos proeminentes incluíram Miloš Forman, Věra Chytilová e Jiří Menzel, cujo filme de 1966 Ostře sledované vlaky (Comboios Rigorosamente Vigiados) ganhou o Oscar de Melhor Filme Internacional, em 1968.

### Eslováquia

Obchod na korze (A Loja da Rua Principal), vencedor do Oscar de Melhor Filme Internacional, em 1966.

Obchod na korze (A Loja da Rua Principal), de 1965, ganhou o Oscar de Melhor Filme Internacional em 1966, embora não seja considerado parte da Nova Onda, pois foi dirigido por Ján Kadár e Elmar Klos, que faziam parte de uma geração mais velha, e o filme é bastante tradicional. Juraj Jakubisko, Štefan Uher ou Dušan Hanák foram cineastas eslovacos que fizeram parte da Nova Onda.

## Legado
Depois da Revolução de Veludo, em novembro de 1989, as tendências associadas à Nova Onda reapareceram em alguns filmes checos. Isso se aplica, por exemplo, aos filmes Návrat idiota ou Divoké včely, cujos criadores voltaram a concentrar-se em forasteiros e adolescentes confusos ou em retratos naturalistas e contundentes da sociedade checa. Nesse contexto, alguns críticos de cinema e textos teóricos falaram sobre o fenómeno da "luxúria" no cinema checo (o termo expressivo é usado com admiração, crítica e desapaixonação). No entanto, o surgimento de uma Nova Onda Checa com uma resposta internacional semelhante e uma forma de expressão cinematográfica igualmente original, como aconteceu na década de 1960, não aconteceu.

## Principais filmes
- Slnko v sieti de Štefan Uher (1962)[12]
- O něčem jiném de Věra Chytilová (1963)
- Černý Petr de Miloš Forman (1963)
- Křik de Jaromil Jireš (1964)
- Démanty noci de Jan Němec (1964)
- Lásky jedné plavovlásky de Miloš Forman (1965)
- Intimní osvětlení de Ivan Passer (1965)
- Perličky na dně de Jiří Menzel, Jan Němec, Evald Schorm, Věra Chytilová, Jaromil Jireš (1966)
- Ostře sledované vlaky de Jiří Menzel (1966)
- Sedmikrásky de Věra Chytilová (1966)
- O slavnosti a hostech de Jan Němec (1966)
- Hoří, má panenko de Miloš Forman (1967)
- Návrat ztraceného syna de Evald Schorm (1967)
- Žert de Jaromil Jireš (1968)
- Rozmarné léto de Jiří Menzel (1968)
- Spalovač mrtvol de Juraj Herz (1969)
- Skřivánci na niti de Jiří Menzel (1969)
- Vtáčkovia, siroty a blázni de Juraj Jakubisko (1969)
- Případ pro začínajícího kata de Pavel Juráček (1970)
- Valerie a týden divů de Jaromil Jireš (1970)